# Кёнигсбергская академия искусств
Кёнигсбергская академия искусств (нем. Kunstakademie Königsberg) — учебное заведение в Кёнигсберге, существовавшее до января 1945 года.

## История
Академия создана по инициативе обер-президента провинции Т. Шона (нем. Heinrich Theodor von Schön) приказом прусского короля Фридриха Вильгельма IV 1842 года на базе художественно-промышленной школы, основанной в 1790 году, и музея, располагавшегося в замке. Академия первоначально располагалась в центре города на Кёнигсштрассе, 57. Работа Академии началась 1 сентября 1845 года.
Основной задачей Академии была профессиональная подготовка живописцев и скульпторов. Академию возглавил приглашённый из Берлина известный живописец, мастер исторического жанра, Людвиг Розенфельдер.
В первом семестре в Академии учились три студента. К 1930 году в Академии занимались 83 учащихся. В целом система обучения в Кёнигсберге была близка Санкт-Петербургской академии художеств.

## Галерея

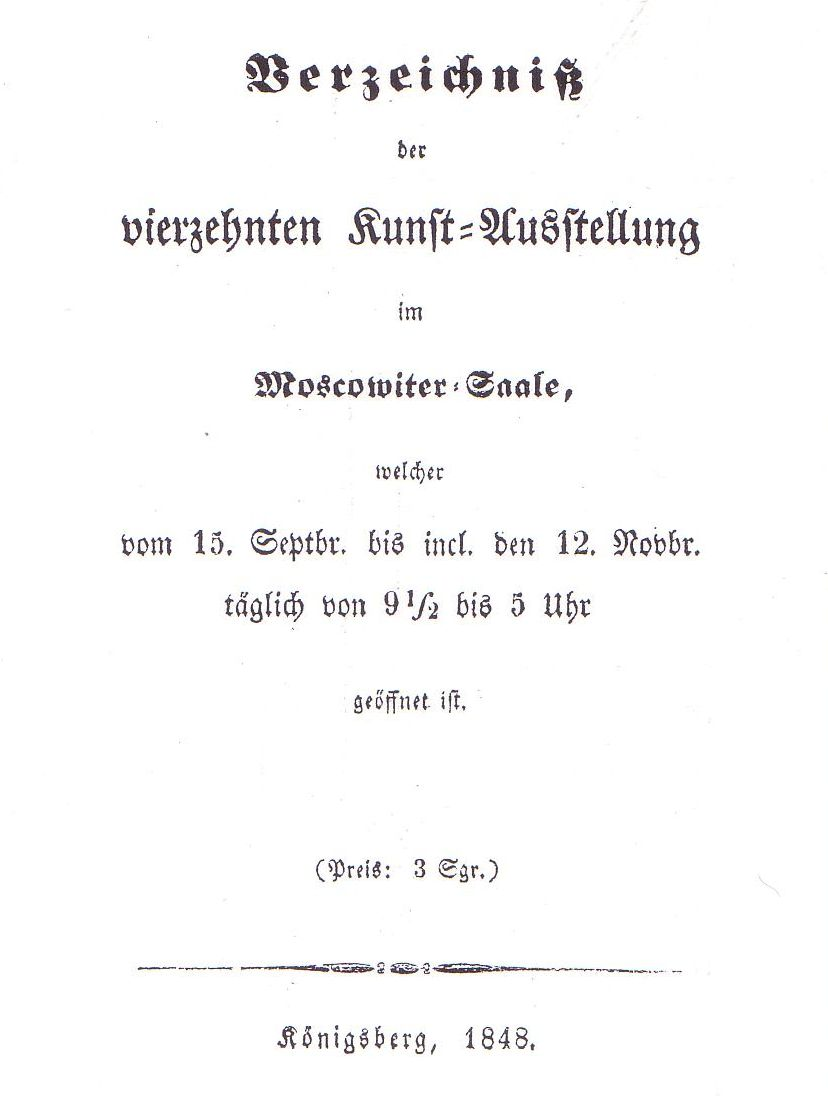
Выставка академии 1848 года
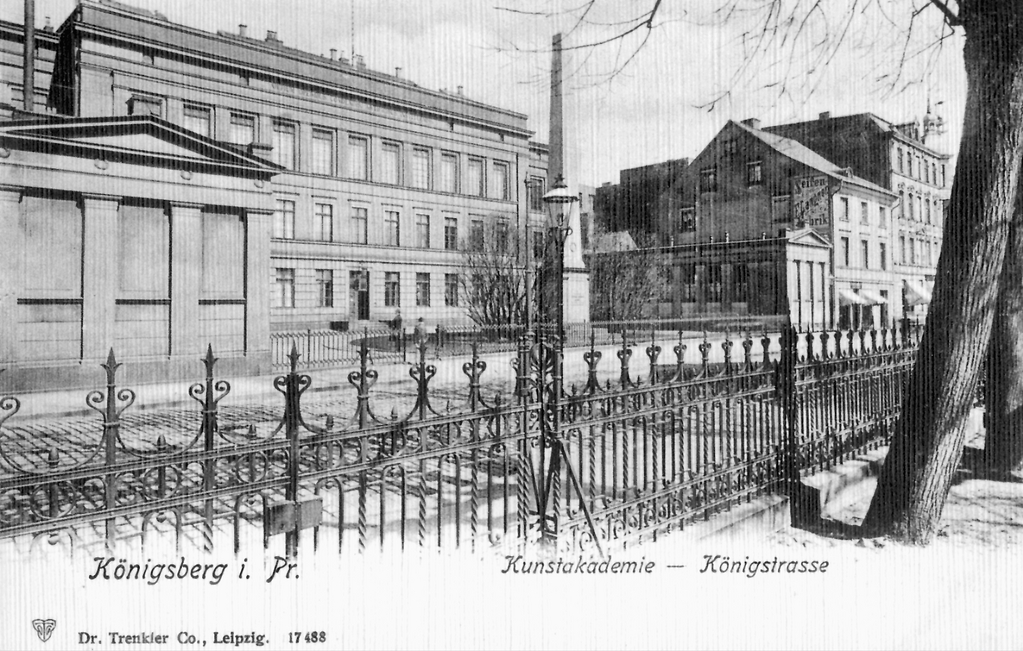
Здание Академии на Кёнигштрассе
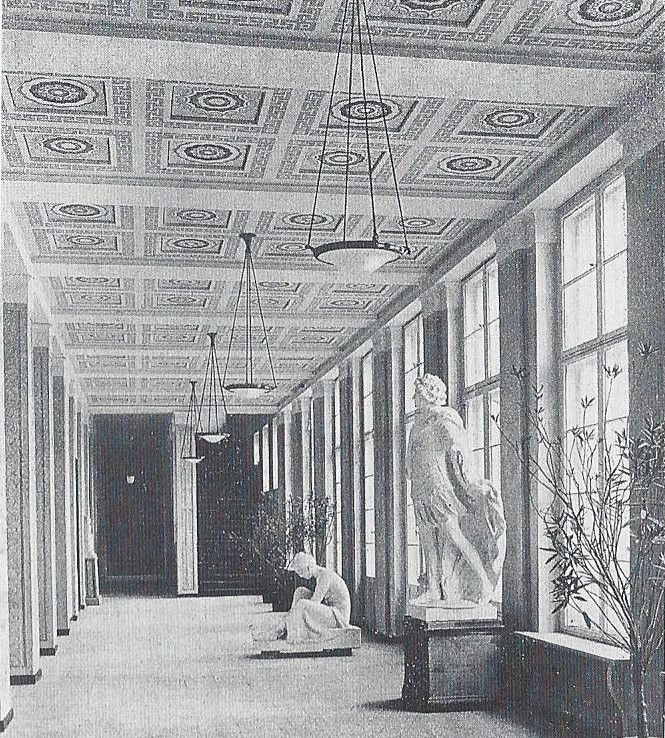
Фойе академии
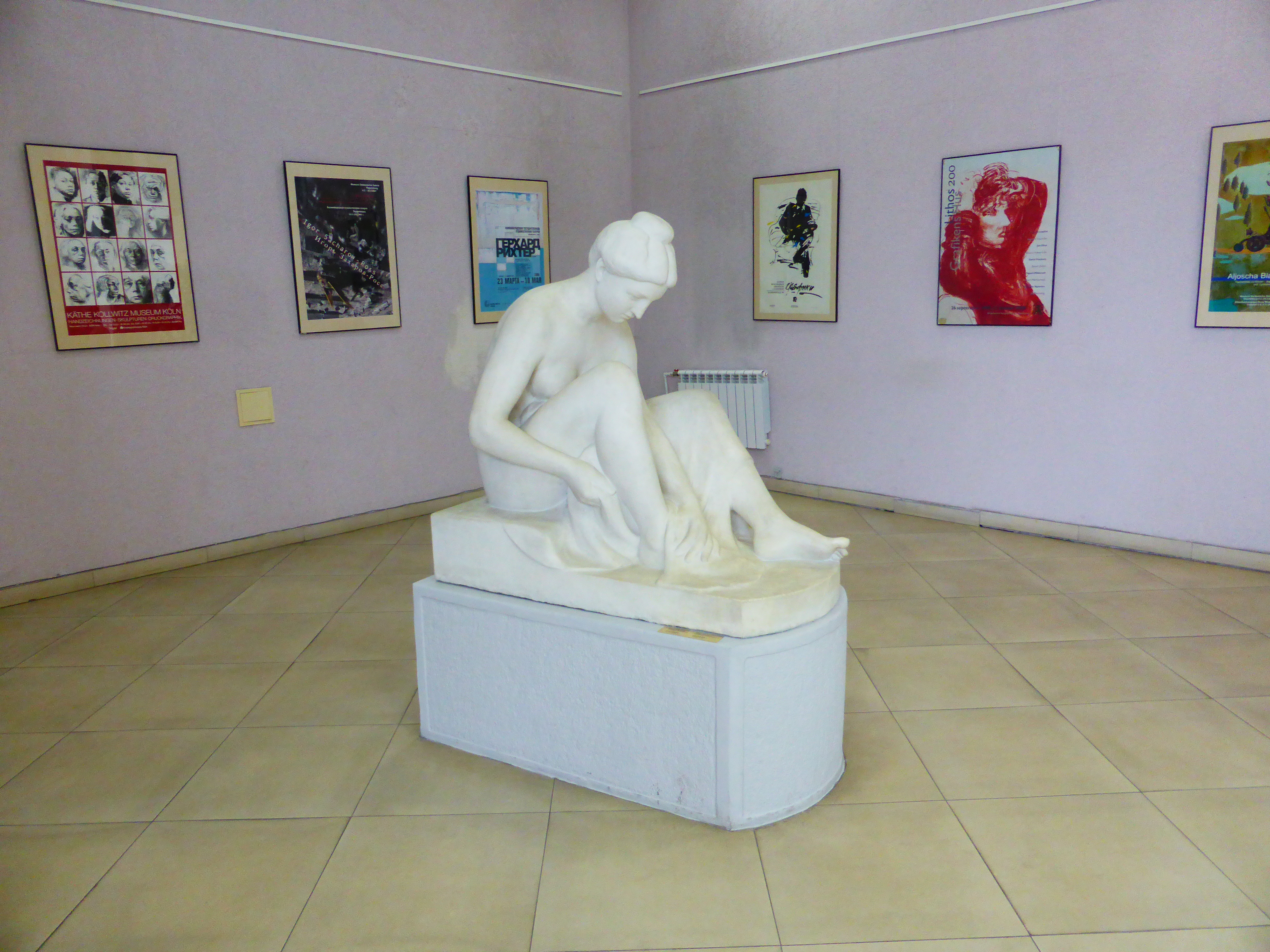
Скульптура «Нимфа после купания». Размещалась в фойе академии
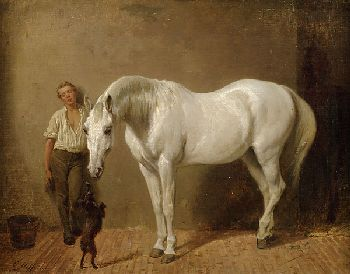
Картина преподавателя Академии Карла Штеффека «Лошадь, собачка и бурш»
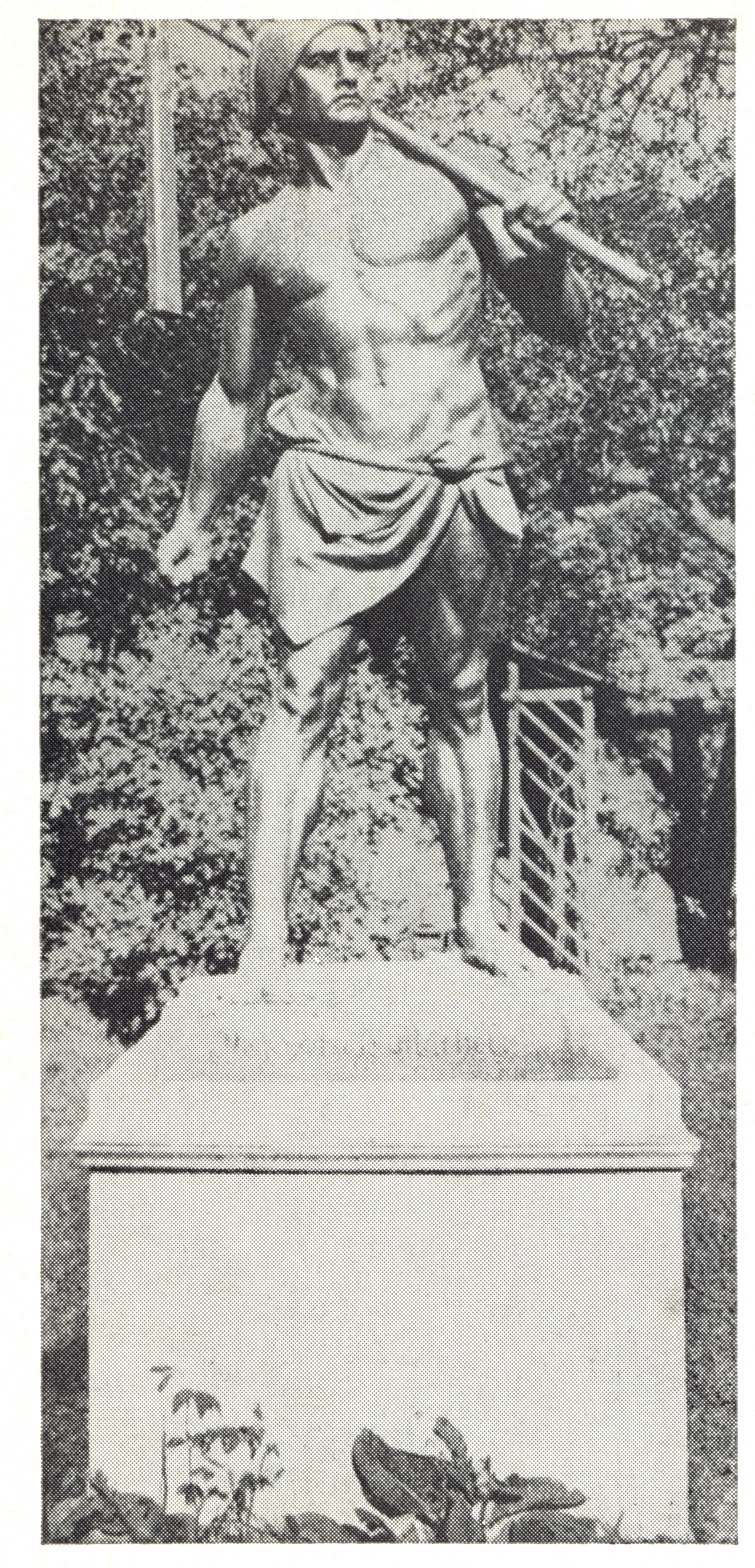
Скульптура «Немецкий Михель» Фридриха Ройша

## Преподаватели академии
Преподавателями были в основном выпускники Берлинской академии искусств, среди них был и самый известный живописец Восточной Пруссии того времени польский художник Максимилиан Антоний Пиотровский, многие годы руководивший классом рисования гипсовых слепков, и Роберт Троссин, заведовавший гравировальным классом. Учебный процесс был основан, в первую очередь, на обучении мастерству рисунка. Учебный план Академии предусматривал строгую последовательность согласно канонам академизма — от «копирования оригиналов», рисования гипсовых слепков с античной скульптуры, к изучению «натуры».
Произведения преподавателей и выпускников Кёнигсбергской академии искусств экспонировались на выставках в Кёнигсберге, Берлине, Париже, Кракове, Бреслау, Позене.
Работы скульпторов И. Ф. Ройша, С.Кауэра, В. Розенберга, П. Кимритца, заняли значительное место в ряду скульптурных памятников Кёнигсберга. Генрих Вольфф сделал популярной портретную графику, создав свыше ста портретов. И. Хайдек совместно с М. Шмидтом и Э. Нейде выполнил цикл живописных произведений на сюжеты «Одиссеи» Гомера для актового зала инстербургской гимназии.
Фридрих Ларс, с 1911 года профессор кафедры архитектуры Академии, автор целого ряда зданий и сооружений в Кёнигсберге, в том числе нового здания Академии в зелёном районе города Ратсхофе, открытого в 1916 году.
После войны в этом здании расположилась средняя школа № 21, в которой учился будущий космонавт, а также художник Алексей Леонов, который создал много картин на космические темы. Ряд работ он выполнил совместно с художником А. Соколовым.
Эдуард Бишофф (1890—1974) признан самым значительным представителем восточнопрусской портретной живописи XX века.
Людвиг Деттманн был директором Кёнигсбергской академии в 1900—1915 годах и добился её наивысшего расцвета. При нём в 1902 году был создан женский класс на Кёнигсштрассе (до этого женщины, в том числе и Кете Кольвиц, получали лишь частные уроки).
Альфред Партикель (1888—1945), с 1929 года профессор Кёнигсбергской академии по классу пейзажа, считается самым значительным восточнопрусским пейзажистом XX века и остается одним из самых популярных у коллекционеров немецких художников.
В конце XIX века в Ниддене (Неринга), расположенном на Куршской косе, возникло поселение художников, в котором на пленэре работали многие знаменитые представители немецкой художественной жизни того времени.

## Выпускники академии
Одним из выдающихся немецких скульпторов второй половины XIX века стал выпускник Кенигсбергской академии Рудольф Зимеринг.
Макс Малитц родился в Берлине в 1885 году, учился в Кёнигсбергской академии искусств. В годы Первой мировой войны попал в русский плен. В Сибири работал как оформитель революционных изданий. В Иркутском областном художественном музее хранятся работы М. Малитца на библейские сюжеты, а также пейзажи Иркутска и его окрестностей.
Воспитанник Кёнигсбергской академии художеств Юргис Прейсс (1904—1984; настоящее имя Ганс Рихард) в 1933 году эмигрировал из Германии, вторая половина его жизни прошла в СССР. С началом войны он был выслан из Москвы в Сибирь. Дальнейшая его творческая судьба связана с Томском (1943—1956) и Кемерово (1956—1984). Художественное наследие Юргиса Прейсса хранится в Музее изобразительного искусства в Омске, в Кемеровском областном музее изобразительных искусств, а также в Художественной галерее Калининграда.
С приходом к власти нацистов в 1933 году работа Академии значительно изменилась, отправлен в отставку её руководитель Фридрих Ларс, стали превалировать прикладные задачи.
После окружения Кёнигсберга в январе 1945 года советскими войсками Академия прекратила существование.
Летом 1945 года из помещений Кёнигсбергской академии вывозились в СССР картины и рисунки старых мастеров (Микеланджело, Буасье, Джусти, Камбьязо, Альбани и другие). В акте на передачу их в ГМИИ имени Пушкина (г. Москва) указано только количество — 139 (там они хранятся и сегодня)
В настоящее время произведения художников Кёнигсбергской академии искусств по большей части находятся в Музее города Кенигсберга в Дуйсбурге и в частных собраниях. В Калининградской художественной галерее искусство художников Академии представлено произведениями Г. Вольффа, Х. Нойманн, Н. Долециха.